# Mamá Tingó
Florinda Soriano Muñoz, conhecida popularmente como Mamá Tingó (Villa Mella, 8 de novembro de 1921 - Yamasá, 1 de novembro de 1974) foi uma líder ativista e defensora dos direitos dos trabalhadores rurais na República Dominicana. Foi assassinada lutando contra o despojo injustificado de terras dos camponeses residentes de Hato Velho em Yamasá durante o segundo governo de Joaquín Balaguer.

## Biografia
Mamá Tingé cresceu em uma família de agricultores, sem oportunidade de educação formal ou renda consistente. Quando ela tinha 30 anos, em 1951, ela se casou com um fazendeiro, Felipe, e herdou o pequeno terreno de seu sogro e começou a cultivar para si mesma na região de Hato Viejo, na República Dominicana. Ela e Felipe também tiveram um filho, Domingo. Em 1974, ela percebeu que as famílias ao seu redor estavam perdendo suas terras agrícolas geracionais para um grande latifundiário de terras, Pablo Diaz Hernandez, por meio de apreensões ilegais de terras. Isso fez com que Mamá Tingó se tornasse uma revolucionária e um símbolo de ativismo na sua luta pelos sem terra.
As terras reclamadas por Pablo Díaz Hernández eram ocupadas por mais de meio século pelos camponeses de Hato Velho. Díaz Hernández alegava que tinha comprado as terras e cercou com arames de ferrões mais de 8.000 hectares de terras e com tractores arrancou a colheita dos camponeses. Mamãe Tingó que pertencia à Federação de Ligas Agrárias Cristãs (FEDELAC), e encabeçou a luta dos camponeses de Hato Velho pela terra que consideravam suas por terem ocupado e trabalhado nela durante mais de meio século, apesar de sua avançada idade, participou com valor na direcção das mobilizações realizadas pelos camponeses.
Ela juntou-se à Federação das Ligas Cristãs de Agricultura logo após o início das apreensões de terras e rapidamente emergiu como a líder do grupo organizando e falando em manifestações de protesto de fazendeiros. O governo da República Dominicana considerou esses protestos ilegais e organizou esforços para desacreditar Mamá Tingó como uma dominicana radical, de pele escura, sem educação formal ou renda estável. Os protestos continuaram, no entanto, e o governo finalmente concedeu a ela uma audiência para apresentar suas queixas de terras. No dia da audiência, 1º de novembro de 1974, Mamá Tingó recebeu a notícia de que seus porcos haviam fugido, então ela voltou correndo para sua terra para pegá-los. No entanto, Pablo Diaz Hernandez contratou Ernesto Diaz para assassiná-la e quando ela voltou para casa, ele estava lá. Ela lutou com Diaz com um facão, mas ele disparou sua espingarda e a matou. Ela tinha 52 anos na época de sua morte.

## Legado e reconhecimentos
- Como integrante da Federação de Unes Agrárias Cristãs, através da qual lutou pelo direito dos camponeses à terra, conseguiu que mais de 300 famílias obtivessem suas terras.

- É considerada um símbolo na luta pela terra e um exemplo à mulher do campo, portanto uma das estações do Metro de Santo Domingo leva seu nome em sua honra (Estação Mamá Tingó).

- Foi honrada pelo cabildo de Monte Prata com uma estátua a nome de sua obra como activista e lutadora pelos direitos dos agricultores.[3]